# Tashi Wangmo

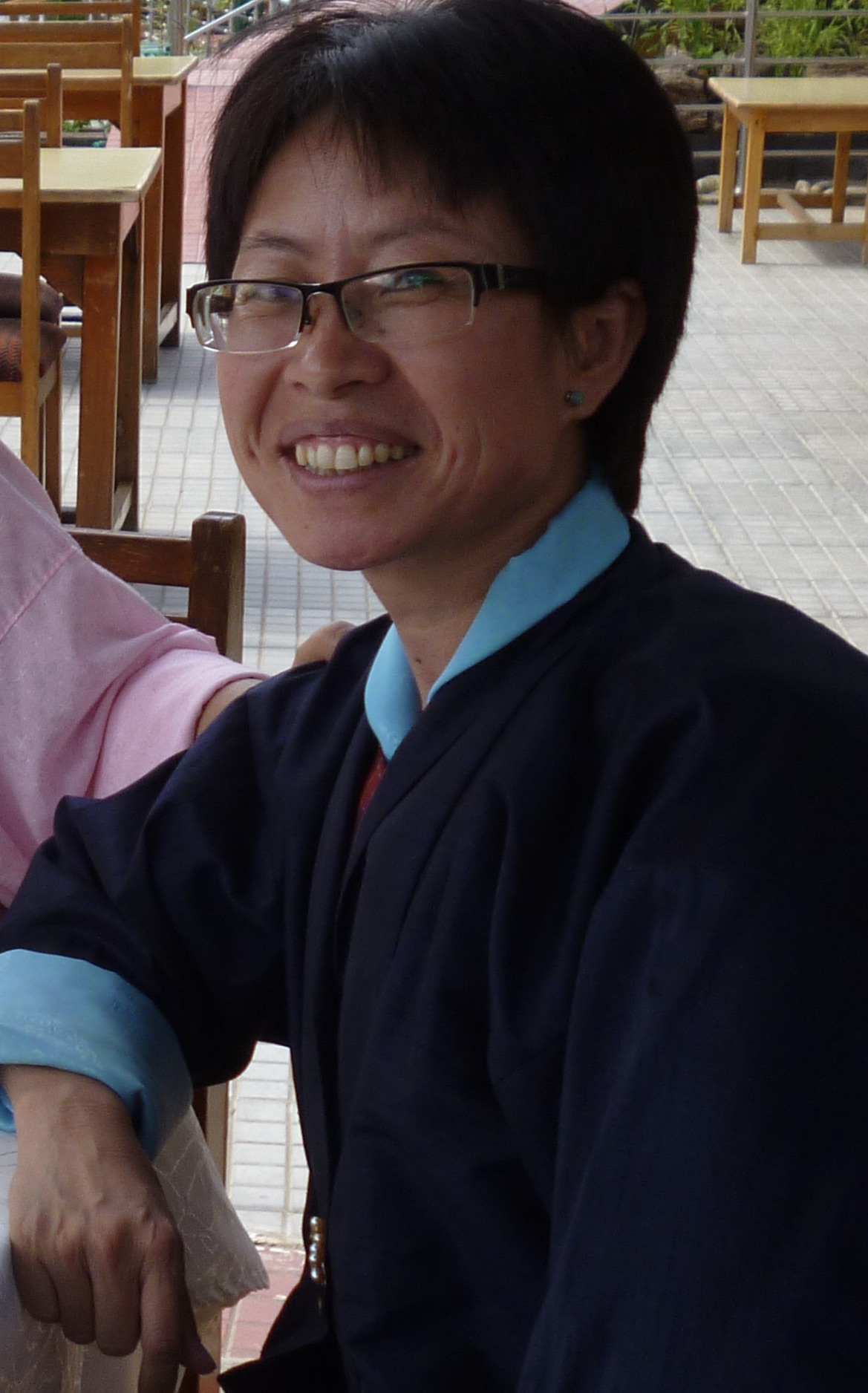
Tashi Wangmo

Tashi Wangmo (bhutanisch བཀྲིས་དབང་མོ།; geb. 19. Februar 1973, Mangthong, Kanglung Gewog, Trashigang, Bhutan) ist eine Politikerin im Gyelyong Tshogde (Nationalrat) von Bhutan.

## Leben

### Bildung
Tashi Wangmo erhielt ihre Grundschulbildung in Kanglung, ging an die Highschool in Khaling und später das Sherubtse College. Sie gewann ein Stipendium für die University of Wollongong in Australien und graduierte 1997 mit einem Bachelor in Mechanical Engineering (Honours). 2014 erhielt sie von der Universität den Outstanding Alumni Award. 2003 schloss Tashi einen Master in Public Policy am National Graduate Institute for Policy Studies (GRIPS) in Tokio, Japan

### Karriere
Tashi Wangmo arbeitete 1999 bis 2000 als Assistant Engineer im Department of Civil Aviation. Sie arbeitete drei Jahre lang für die National Technical Training Authority (NTTA), bevor sie zur Leiterin der Policy and Planning Division des Arbeitsministeriums (ལས་གཡོག་ལྷན་ཁག།) wurde. 2008 wurde Tashi Wangmo mit damals 35 Jahren in den Nationalrat berufen als spezielle Nominierte des Druk Gyalpo. Sie behielt ihren Posten auch durch die Wahlen 2013 und 2018.
Das Weltwirtschaftsforum in Genf wählte sie 2010 als eine der Young Global Leaders.